# Tones and I
Tones and I (Тонс Енд Ай; справжнє ім'я: Тоні Вотсон, англ. Toni Watson) — австралійська співачка, авторка пісень і продюсерка. Її сингл 2019 року «Dance Monkey» досяг номерів один у понад 30 країнах, включаючи Австралію. У листопаді 2019 року він побив попередній рекорд ARIA, провівши на першому місці понад 16 тижнів (з моменту заснування чарту у середині 1983 року). У середині січня 2020 року «Dance Monkey» завершив свій 24-й і останній тиждень під номером один, побивши австралійський рекорд Бінга Кросбі за його версію «White Christmas», яка протрималася еквівалентні 22 тижні на вершині в 1943 році. «Dance Monkey» отримав 17-кратний платиновий сертифікат ARIA за понад 1 190 000 проданих копій до середини 2022 року.

## Біографія
Зросла на півострові Морнінгтон (штат Вікторія). У школі навчилася грати на клавішних. Працювала в системі роздрібної торгівлі.
У 2018 році отримала дозвіл на вуличні виступи, і друг порадив їй вирушити виступати в Байрон-Бей (Новий Південний Уельс). Купивши фургончик, вона взяла два тижні відпустки і поїхала. У перший же вечір їй вручила візитку людина, яка потім стане її менеджером. У підсумку вона, по закінченні відпустки повернувшись на якийсь час на роботу, звільнилася з роботи і переїхала в Байрон-Бей.
Першим студійним записом, викладеним Тонс в інтернет на суд широкої публіки, стала «Johnny Run Away». Завантажена нею на платформу Triple J Unearthed у лютому 2019 року, пісня була помічена. Вже через 12 годин у неї було безліч позитивних відгуків, прослуховування швидко росли. До 10 травня пісня набрала 3,5 мільйона стримів.
Наступний самовиданий сингл, «Dance Monkey», був на початку травня. У червні на «Ютюб» був викладений кліп на цю пісню, який став швидко притягувати перегляди.
До липня, коли Tones and I представила свій третій сингл «Never Seen the Rain», вона вже була уособленням сайту Triple J Unearthed і його успішної роботи. До того моменту у неї був анонсований дебютний міні-альбом The Kids Are Coming, і геть розпродані квитки на заплановане по виходу альбому турне Австралією.
В оприлюдненому 9 жовтня списку номінацій на премії Австралійської асоціації звукозаписних компаній (ARIA Awards) ім'я співачки фігурувало у восьми категоріях: «Найкраща артистка», «Прорив року», «Кращий поп-реліз», «Кращий незалежний реліз», «Краще відео», «Пісня року» і двох звукорежисеру і продюсеру.
У середині листопада пісня «Dance Monkey» побила рекорд за кількістю тижнів на 1-му місці в Австралії — 16 тижнів проти 15-ти проведених на вершині піснею «Shape of You» Еда Ширана в 2017 році.
27 листопада на церемонії вручення премій Австралійської асоціації звукозаписних компаній Tones and I перемогла у чотирьох номінаціях: «Найкраща артистка», «Прорив року», «Кращий поп-реліз», «Кращий незалежний реліз», ще в двох, «Краще відео» і «Пісня року», поступившись Гаю Себастьяну та його пісні «Choir».
Станом на 10 грудня пісня «Dance Monkey» знаходиться на 1-му місці в Австралії вже 19-й тиждень.

## Дискографія

### Мініальбоми
| Назва | Чарти | Чарти | Чарти | Чарти | Чарти | Чарти | Чарти | Чарти | Чарти | Чарти |
| Назва | AUS   | CAN   | DEN   | FIN   | FRA   | IRE   | NOR   | NZ    | SWE   | US    |
| --- | ----- | ----- | ----- | ----- | ----- | ----- | ----- | ----- | ----- | ----- |
| The Kids Are Coming - Дата виходу: 30 серпня 2019 - Формати: CD, скачування, стрімінг, LP - Лейбл: Bad Batch / Sony | 3     | 10    | 8     | 19    | 31    | 40    | 3     | 23    | 15    | 65    |

### Сингли
| Рік  | Назва                 | Чарти | Чарти | Чарти | Чарти | Чарти | Чарти | Чарти | Чарти | Чарти | Чарти | Сертифікації | Альбом              |
| Рік  | Назва                 | AUS   | DEN   | FIN   | GER   | IRE   | NOR   | NZ    | SWE   | SWI   | UK    | Сертифікації | Альбом              |
| ---- | --------------------- | ----- | ----- | ----- | ----- | ----- | ----- | ----- | ----- | ----- | ----- | --- | ------------------- |
| 2019 | «Johnny Run Away»     | 12    | —     | —     | —     | 83    | —     | —     | —     | —     | —     | - ARIA: 2× платиновий | The Kids Are Coming |
| 2019 | «Dance Monkey»        | 1     | 1     | 1     | 1     | 1     | 1     | 1     | 1     | 1     | 1     | - ARIA: 6× платиновий - BPI: платиновий - BVMI: платиновий - IFPI DEN: золотий - IFPI SWI: 2× платиновий - RMNZ: 2× платиновий | The Kids Are Coming |
| 2019 | «Never Seen the Rain» | 9     | —     | —     | —     | —     | —     | —     | —     | —     | —     | - ARIA: платиновий | The Kids Are Coming |
| 2019 | «The Kids Are Coming» | 65    | —     | —     | —     | —     | —     | —     | —     | —     | —     | | The Kids Are Coming |

### Інші пісні, що потрапили в чарти
| Рік  | Назва   | Чарти | Чарти  | Альбом              |
| Рік  | Назва   | AUS   | NZ Hot | Альбом              |
| ---- | ------- | ----- | ------ | ------------------- |
| 2019 | «Jimmy» | 79    | 24     | The Kids Are Coming |